# Replay (single van Iyaz)
Replay is de eerste single van de zanger Iyaz. Het nummer is afkomstig van zijn gelijknamige studioalbum. Er zijn twee videoclips verschenen op YouTube. De eerste videoclip kwam uit op 18 oktober 2009 en de tweede op 14 december 2009. Replay behaalde in de Nederlandse Top 40 nummer 2 en stond er 17 weken in. In de Single Top 100 kwam hij op nummer 8. In de Vlaamse Ultratop 50 heeft hij de 3de plek gehaald en bleef daar 20 weken in staan.